# Mischocyttarus barbatus
Mischocyttarus barbatus är en getingart som beskrevs av Richards 1945. Mischocyttarus barbatus ingår i släktet Mischocyttarus och familjen getingar. Inga underarter finns listade i Catalogue of Life.